# Michael Wollner
Michael Wollner (* 27. September 1890 in Kienberg, Bezirk Krumau, Österreich-Ungarn; † 29. August 1968 in Linz, Österreich) war ein sudetendeutscher Lyriker und Böhmerwalddichter.

## Leben und Werk
Michael Wollner wurde im Kienberger Ortsteil Fensterleiten auf dem sogenannten Wollnerhügel geboren. Das Geburtshaus existiert nicht mehr, da sich dort heute der Stausee Lipno befindet. In seinem Geburtsort Kienberg nahm er nach dem Schulbesuch eine Lehre zum Papiermacher auf und arbeitete sich bis zum Prokuristen der zwei Papierfabriken von Eugen Porak empor. Nach der Vertreibung aus der Tschechoslowakei nach Ende des Zweiten Weltkriegs ließ er sich in Oberösterreich nieder, wo er u. a. Mitgründer des Verbandes der Böhmerwäldler war, dessen Ehrenobmann er später wurde. Er verfasste u. a. das Heimatbuch Das war unser Kienberg an der Moldau. Bekannt wurde er als Lyriker und Dichter des Böhmerwaldes.